# Dipoena glomerabilis
Dipoena glomerabilis là một loài nhện trong họ Theridiidae.
Loài này thuộc chi Dipoena. Dipoena glomerabilis được Eugène Simon miêu tả năm 1909.